# Шамратово
Шамратово (баш. Шамрат) — деревня в Караидельском районе Республики Башкортостан Российской Федерации. Входит в состав Новобердяшского сельсовета.

## География
Деревня находится на берегу реки Юрюзань.

### Географическое положение
Расстояние до:
- районного центра (Караидель): 50 км,
- центра сельсовета (Новый Бердяш): 5 км,
- ближайшей ж/д станции (Щучье Озеро): 120 км.

## Население
| 2002 | 2009 | 2010 |
| ---- | ---- | ---- |
| 285  | ↘283 | →283 |

### Национальный состав
Согласно переписи 2002 года, преобладающая национальность — башкиры (98 %).

## Известные уроженцы
- Ахметшин, Ралиф Файзелович (род. 1963) — российский художник, член Союза Художников РФ.